# Atsuko Seki
Atsuko Seki (関 アツ子, Seki Atsuko, née à Tokyo en 1964) est une pianiste classique japonaise. Seki reçoit une première formation à l'école de musique Musashino de Tokyo de à 1983 1990. Elle poursuit ensuite ses études à l'Académie de musique de Dortmund en Allemagne.
Seki remporte, ex æquo avec Hideyo Harada, le IVe Concours Schubert (1991) et obtient le 3e prix du  Concours international de piano José Iturbi (1994). Elle enregistre trois CD.